# Parque estatal Lago Tahoe-Nevada
El Parque Estatal Lago Tahoe – Nevada (en inglés: Lake Tahoe – Nevada State Park) es un parque estatal en jurisdicción de Nevada, al oeste de Estados Unidos, en las costas del noreste del lago Tahoe. El parque comprende unas seis unidades de gestión que ascienden a 14.301 acres (5.787 hectáreas) de superficie. El parque se encuentra en la Región occidental de Nevada de los Parques estatales de Nevada. Incluye el sistema de agua del lago Marlette que está presente en el Registro Nacional de Lugares Históricos y como hito histórico de Ingeniería civil.